# Epikus dialektus
A epikus dialektus (vagy homéroszi görög nyelv) az ógörög nyelv egyik nyelvjárása, a homéroszi Iliasz és Odüsszeia nyelvezetének továbbélése és utánzása az irodalomban. Homérosz művének jelentős hatása volt a görög irodalmi nyelvre, egyfajta egységességet hozott. Első ismert tudatos használója Hésziodosz, az i. e. 7. század elejének nagy epikus költője, majd Arkhilokhosz, Szolón és az őket követők tették széleskörűen elterjedtté.
Ez a nyelvjárás egy archaikus változata a dór nyelvjárásnak, de megjelenik benne aiol elem is. Az i. e. 5. század végén használata visszaszorult, majd az i. e. 3. században végleg eltűnt. Hérodotosz volt az egyik utolsó használója, ekkorra az ión nyelvjárás újabb fejleményei is helyet kaptak benne. Nem tudni, hogy Homérosznak ez a saját nyelvjárása volt-e, vagy már szándékosan alakított a nyelven, mindenesetre az epikus dialektus a legkorábbi időktől kezdve tisztán irodalmi nyelv, amely szókincsében és nyelvtanában is egyesít számos görög dialektust. A legtöbben mesterséges nyelvnek tartják, azaz soha, senki sem beszélte anyanyelveként az epikus dialektust. Kisebb-nagyobb mértékben minden későbbi görög költészet felhasználta. Jellemzői a szókincs, a választott főnév-, melléknév- és igeragok, a mondatok szerkezete, sőt a szintaxis. A szintaxis egyszerű és egyértelmű, olvasása könnyű. Szókincsében a különböző nyelvjárások keveredése miatt gazdagabb, mint a beszélt nyelvek.

## Külső hivatkozások
- aBitAbout Archiválva 2021. május 5-i dátummal a Wayback Machine-ben
- ΑΟΙΔΟΙ.org – Greek Dialects